# 土浦市立土浦第四中学校
土浦市立土浦第四中学校 (つちうらしりつ つちうらだいよん ちゅうがっこう)は、茨城県土浦市にある公立中学校。略称は、「土浦四中」「四中」。

## 歴史
1952年(昭和27年)4月1日に旧東京電気学校施設を利用し土浦市立中家中学校として開校した。生徒は土浦中学校(現土浦一中)，東中学校(現土浦三中)より転入した585名であった。同年4月8日に開校式を挙行し、9月1日に土浦市立土浦第四中学校に校名を改称した。

## 学校行事
- 修学旅行(3年)
- 宿泊学習(1年)
- 音楽祭
- 体育祭

## 部活動
- 野球部
- バレーボール部（男・女）
- バスケットボール部（男・女）
- ソフトテニス部（男・女）
- 卓球部
- 剣道部
- 柔道部
- サッカー部
- 新体操部
- バドミントン部
- 吹奏楽部
- 科学部
- 美術部
- 水泳部

## 学区
永国の一部，永国台，永国東町，下高津二丁目，下高津三丁目，下高津四丁目，中高津一丁目，中高津二丁目，中高津三丁目，上高津，宍塚の一部，上高津新町，国分町， 天川一丁目，天川二丁目，桜ケ丘町

## 進学前小学校
- 土浦市立下高津小学校
- 土浦市立東小学校
- 土浦第二小学校

## 周辺施設
- 国立病院機構霞ヶ浦医療センター

## 著名な出身者
- 佐野如一（プロ野球選手）
- 鈴木昭汰（プロ野球選手）